# Xenogenes eustrotiodes
Xenogenes eustrotiodes är en fjärilsart som beskrevs av Louis Beethoven Prout 1910. Xenogenes eustrotiodes ingår i släktet Xenogenes och familjen mätare. Inga underarter finns listade i Catalogue of Life.